# Maja Waroschitz
Maja Waroschitz (* 25. Mai 2006) ist eine österreichische Skirennläuferin. Sie startet vor allem in den technischen Disziplinen Riesenslalom und Slalom.

## Karriere
Waroschitz stammt aus Schwaz und startet für den dortigen Skiclub. Sie feierte ihr internationales Renndebüt am 12. November 2022 bei einem Juniorenrennen am Pass Thurn. Ihr erstes internationales Großereignis bestritt sie zwei Jahre später. Bei den Olympischen Jugendwinterspielen im südkoreanischen Gangwon gewann sie drei Goldmedaillen in der Alpinen Kombination, im Slalom so wie im Mannschaftswettbewerb gemeinsam mit Florian Neumayer. Bei den Juniorenweltmeisterschaften wenige Wochen später konnte Waroschitz diesen Erfolg allerdings nicht wiederholen. Sowohl im Riesenslalom als auch im Slalom schied sie aus.
Am 10. März 2024 debütierte Waroschitz beim Slalom von Åre im Weltcup, verpasste dabei allerdings die Qualifikation für den zweiten Durchgang.
Zum Saisonende gewann Waroschitz im Slalom ihren ersten österreichischen Meistertitel.

## Erfolge

### Europacup
- 3 Platzierungen unter den besten 15

### Juniorenweltmeisterschaften
- Haute-Savoie 2024: DNF Riesenslalom, DNF Slalom
- Tarvis 2025: 6. Team-Kombination, 11. Riesenslalom, DNF Slalom

### Olympische Jugend-Winterspiele
- Gangwon 2024: 1. Slalom, 1. Alpine Kombination, 1. Mannschaft, 14. Super-G, DNF Riesenslalom

### Weitere Erfolge
- Ein Sieg bei einem FIS-Rennen
- Österreichische Meisterin im Slalom 2024